# Skalmur
Skalmur är en medeltida byggnadsteknik som består av två parallellt murade stenväggar med en mellanfyllning. Fyllningen i murkärnan kan utgöras av lera, grus, jord eller sten. Denna typ av byggnadsteknik ger i regel väldigt tjocka murar. Inom modernt byggande används ibland skalmursteknik för att skydda en bärande stomme eller isolering.